# Бучнев, Юрий Фёдорович
Юрий Фёдорович Бучнев (24 сентября 1972) — Герой России, гвардии полковник.

## Биография
Родился 24 сентября 1972 года в городе Тамбов. В 1987 году, после окончания 8-го класса тамбовской средней школы № 26, поступил в Калининское суворовское военное училище. Проходил обучение в 4-й роте СВУ.
В Вооружённых Силах с 1989 года. После окончания СВУ поступил в Московское высшее общевойсковое командное училище, которое окончил с отличием в 1993 году и был направлен для дальнейшего прохождения службы в город Петропавловск-Камчатский на должность командира мотострелковой роты.
В мае 1996 года Ю. Ф. Бучнев направлен для дальнейшего прохождения службы в 204-й гвардейский мотострелковый полк Северо-Кавказского военного округа на должность командира мотострелковой роты.
С мая по декабрь 1996 года находился в Чеченской Республике, выполняя специальное задание Правительства Российской Федерации. В августе 1996 года участвовал в штурме Грозного.
Рота под командованием капитана Юрия Бучнева, несмотря на потери, успешно выполнила боевую задачу по уничтожению боевиков в одном из кварталов Грозного.
Указом Президента РФ от 4 мая 1998 года № 487 за мужество и героизм, проявленные при выполнении специального задания в условиях, сопряжённых с риском для жизни, капитану Бучневу Юрию Фёдоровичу присвоено звание Героя Российской Федерации с вручением медали «Золотая Звезда».
С 1997 года служил в Московском военном округе. Более 4 лет был заместителем военного комиссара и военным комиссаром Октябрьского районного военного комиссариата города Тамбова. С 2008 года — военный комиссар объединённого военного комиссариата города Тамбова. Воинское звание — полковник.
В июне 2005 года он был избран депутатом Тамбовской городской Думы IV созыва. Награждён медалями.